# Absorção interestelar

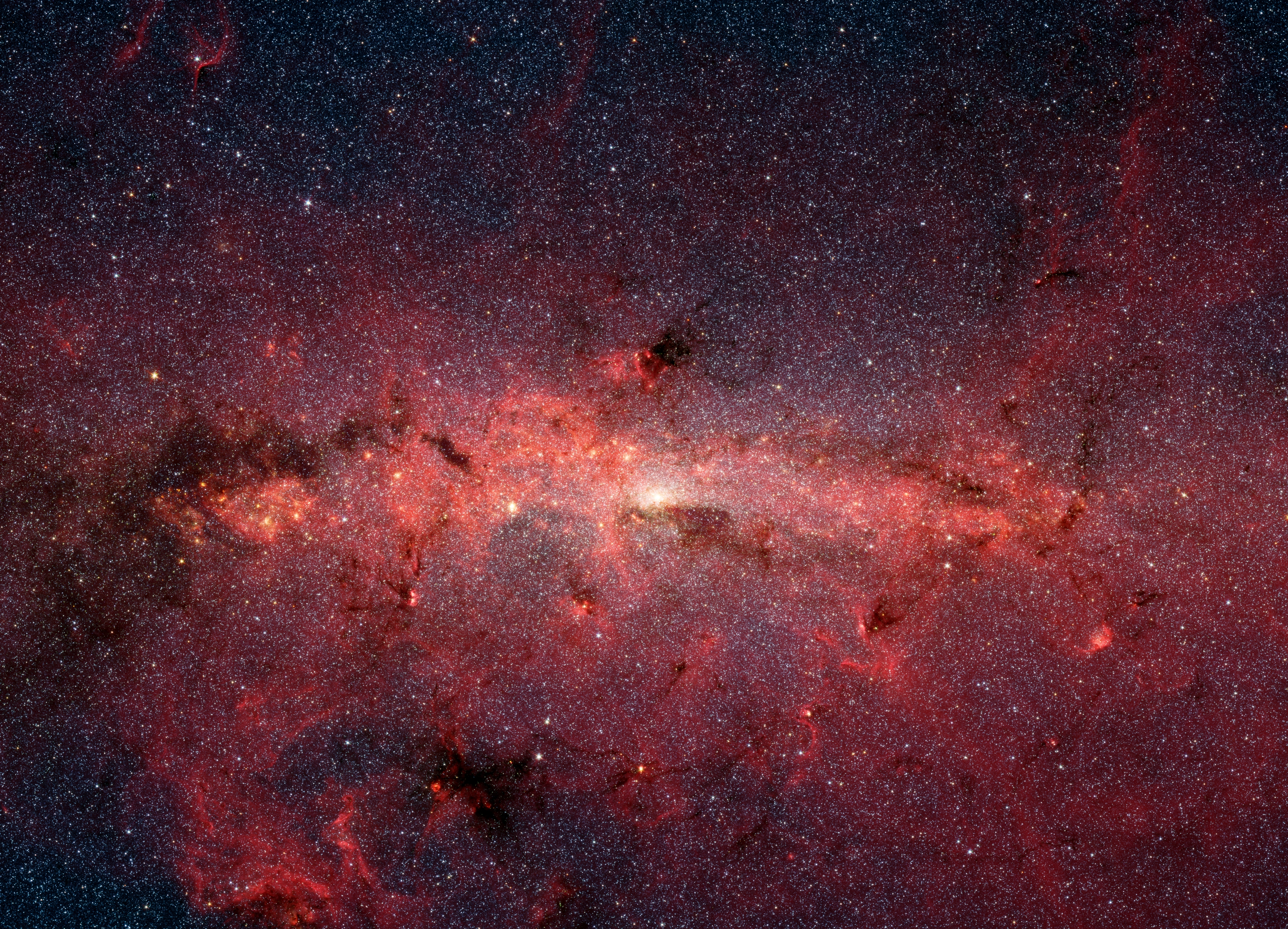
Nesta foto em infravermelho do centro de nossa galáxia, podemos notar que ocorre uma absorção de luz em certas partes escuras, que possuem concentrações de gás e poeira cósmica. Como a luz infravermelha é capaz de atravessar boa parte dos gases, conseguimos ver estrelas que no espectro visível não seriam visíveis, pois estariam escondidas atrás de nuvens de gás

Na Astronomia, a absorção interestelar ocorre como resultado da poeira presente em Meio Interestelar, que provoca um efeito de absorção seletiva da luz que parte das estrelas próximas, ou de parte do brilho de uma galáxia.
No Meio Interestelar, se encontra não somente vácuo, contudo poeira e gás interestelar. Tais partículas ocorrem de espalhar e absorver uma porção da luz vindo de corpos celestes, a luz azul acontece de ser mais absorvida neste evento.
A Absorção interestelar ocasiona no enfraquecimento da luz, e quando chega em nossos olhos, pode ocorrer uma distorção da onda azul para o vermelho, por exemplo.
"Cerca de 90% do meio interestelar: composto por regiões escuras (sem estrelas ou nebulosas brilhantes) → nuvens de poeira"

## Nuvens de Poeira
As nuvens de poeira interestelar são formadas principalmente por gases e possuem uma variedade de densidades. As menos densas, quando vistas no espectro visível, ainda conseguem emitir a luz das estrelas que estão atrás dela, todavia, nuvens mais densas bloqueiam e absorvem a luz das estrelas, apenas possibilitando uma visualização melhor (e em muitos casos, ainda não completa) das estrelas atrás dela por meio da luz infravermelha, que penetra significantemente os gases. ("Luz de estrelas + distantes: não penetra poeira densa")
Nuvens de poeira estão por todos os lados quando se fala de espaço interestelar ou MIS.
- MIS = meio entre as estrelas[1]

## Distorção da Luz
Na Absorção interestelar, ocorre uma relação de resistência ao efeito: Luz Vermelha > Luz Azul.
O espalhamento da luz do corpo celeste na Absorção interestelar é explicada com a expressão {\displaystyle {\frac {1}{\lambda }}}; Sendo (λ) o comprimento de onda, conseguimos entender como as ondas maiores são menos afetadas pelo efeito em comparação com as ondas menores, gerando assim a distorção da luz azul para a vermelha, ou a redução do seu comprimento de onda.

## Conclusão
A Absorção interestelar acontece quando a luz originada por um corpo celeste passa por uma concentração de gás e poeira cósmica, gerando um espalhamento da luz e uma absorção da luz, ocasionando dois eventos;
Referindo-se a partícula de poeira interestelar: "tamanho: da ordem de 100 nanômetros =~ comprimento de onda da luz visível → interage fortemente com a luz visível."
- Enfraquecimento da Luz.
- Avermelhação da Luz/Redução do Comprimento de Onda.(Espalhamento e Absorção)